# Фумарола
Фумаролите (на латински: fumus, дим) са струи от вулканични газове и пари, изхвърляни от пукнатини в земната кора, много често в близост, по склоновете, и в кратерите на вулкани. Наличието им е признак за активен вулканизъм. Могат да се появят от малки пукнатини или от дълги и големи фисури, хаотично разпилени или концентрирани в определена зона (фумаролни полета). Наблюдават се както по повърхността на лавови потоци, така и при дебели отлагания на пирокластични потоци. Ако се намират над постоянен източник на топлина, какъвто е активната магмена камера, те могат да продължат да съществуват десетилетия или векове. Ако обаче са образувани върху пресен вулканичен депозит, който бързо се охлажда, животът им се съкращава до седмици или максимум месеци. Фумаролите често се образуват при активните вулкани по време на периоди на относително затишие между две изригвания.
Газовите емисии обикновено се състоят от хлор, въглероден диоксид, серен диоксид, солна киселина, сероводород и други газове, които са били разтворени в магмата. Въглеродният и серният диоксид, както и сероводородът, най-често се отделят директно от магмата. Основният източник на водните пари, изхвърляни от фумаролите, е подпочвената вода, загрята от магмата, когато тя е разположена относително близо до повърхността. 
По принцип емисиите, изхвърляни от фумаролите, са опасни за човека и животните. Голямо количество фумароли има в националния парк Йелоустоун, в Долина на десетте хиляди пушека, образувана след изригване на вулкана Новарупта и на много други места по света.

## Видове фумароли
Фумаролите се класифицират по три показателя – в зависимост от температурата, от местонахождението и от източника.

### В зависимост от температурата и състава
- Сухи – с температура от 650 °C до 1000 °C.[5][3]
- Кисели – с температура от 400 °C до 650 °C.[5][3]
- Алкални – с температура от 200 °C до 400 °C.[5][3]
- Солфатари – Съдържат серен диоксид и сероводород с примеси. Температурата им се движи в границите от 100 °C до 300 °C.[5][3]
- Мофети – Изхвърляният от тях въглероден диоксид е с температура под 100 °C и има свойството да се натрупва в ниските места на околния релеф, с което застрашава живота на хора и животни.[5][3]

### В зависимост от местонахождението
- Фумароли в кратерни езера, по стените и дъното на вулканични кратери.[6]
- Фумароли по склоновете на вулкана, отделящи се от пукнатини и фисури.[6]
- Фумароли при горещи лавови и пирокластични потоци.[6]

### В зависимост от източника
- Първични – газовете се изхвърлят директно от магмата. [7]
- Вторични – газовете се отделят от още неизстинали лавови и пирокластичин потоци.[7]